# Деэмульсация
Деэмульса́ция (деэмульгация) — разрушение эмульсии.
Способы дэмульсации:
- обработка реагентами-деэмульгаторами,
- нагревание,
- отстаивание,
- воздействием электрического или электростатического поля,
- импульсные воздействия,
- центрифугирование,
- фильтрация,

Наибольший эффект достигается соединением нескольких методов воздействия на эмульсии.

## Разновидности
Деэмульсация термохимическая (англ. thermal-chemical demulsification (treating); нем. thermochemisches Demulgieren n) — процесс разрушения нефтяной эмульсии с использованием тепла и поверхностно-активных веществ-деэмульгаторов, который осуществляется в термохимических установках, состоящих из сепараторов-деэмульсаторов, отстойников-электродегидраторов.
Деэмульсация внутритрубная (англ. pipeline demufsification; нем. Emulsionsspaltung f innerhalb des Rohrres) — процесс разрушения нефтяной эмульсии в трубах на пути движения по стволу скважины, сливной линии и сборному коллектору вплоть до установок подготовки нефти за счёт подачи деэмульгатора в поток эмульсии.